# GSA (花譜のアルバム)
『GSA』（ジーエスエー）は、2024年5月22日に配信リリースされた花譜の 3rd EPである。『花譜 4th ONE-MAN LIVE 「怪歌」』にて披露された3楽曲が収録されている。
収録されている3曲は、2024年12月25日にリリースされた 4th アルバム『寓話』にも収録された。

## 概要
EPとしてのリリースは2020年7月22日の『花と解答』以来である。それまでの花譜のオリジナル楽曲のほとんどはカンザキイオリによる作詞・作曲であったが、このEPの収録曲はそれ以降に様々なクリエイターにより制作された楽曲となっている。『GSA』収録の楽曲を含む、PIEDPIPERキュレーションによる様々なクリエイターとの新たな花譜オリジナル楽曲は「歌承曲」と名付けられ、『怪歌』で発表された。
タイトルは収録楽曲である「ゲシュタルト」「スイマー」「アポカリプスより」それぞれの頭文字をとったものである。

## 収録曲
全3曲。3曲とも『花譜 4th ONE-MAN LIVE 「怪歌」』にて初めて披露された。
| #         | タイトル             | 作詞・作曲・編曲                                                       | その他                       | 時間  |
| --------- | -------------------- | ---------------------------------------------------------------------- | ---------------------------- | ----- |
| 1.        | 「ゲシュタルト」     | Kanata Okajima（作詞・作曲）・栗原暁（作曲）・久保田真悟（作曲・編曲） |                              | 03:18 |
| 2.        | 「スイマー」         | 水槽                                                                   | 清水"カルロス"宥人（ギター） | 03:23 |
| 3.        | 「アポカリプスより」 | Neuron（Empty old City）                                               |                              | 03:25 |
| 合計時間: | 合計時間:            | 合計時間:                                                              | 合計時間:                    | 10:06 |

### ゲシュタルト
『GSA』のリード曲は「ゲシュタルト」であり、EPリリースと同日の20時にミュージックビデオがYouTube上で公開された。制作は岡嶋かな多とJazzin' park（栗原暁・久保田真悟）により行われたが、両者とも花譜への楽曲提供は同作品が初めてである。パーティー・チューンであり、「トウキョウ・シャンディ・ランデヴ」の系譜にある楽曲とされる。のちの7月10日におとめによるリミックスバージョン「ゲシュタルト-崩壊Remix-」としてもリリースされた。

### スイマー
「スイマー」は作詞・作曲・編曲のすべてを、歌い手でもありトラックメイカーとしても知られる水槽が行っている。また、清水"カルロス"宥人がギター演奏で参加している。花譜はセルフレビューにて、「自分の内側を見つめるような曲」であると表現している。歌詞の「水をやり続けることに意味はあるよ」は、水槽が花譜にこの言葉を言ってもらえればどれだけいいだろう、と思って書かれたものである。
イラストレーターRITAOによる、『花譜 DATA COLLECTION BOOK』 (2024) に収録されている花譜のイラストは、この楽曲がテーマの一つとなっている。

### アポカリプスより
「アポカリプスより」はアーティスト Empty old City のコンポーザーおよびプロデューサーを務める Neuron による楽曲である。終末世界をイメージした楽曲であり、SFチックなアニメの主題歌を想起させる楽曲となっている。花譜によると、「壮大で、大きく広い空の上から下を眺めているような曲」である。Neuron は、花譜に提供した楽曲は制作時に思い浮かべていたイメージに沿いながらも、花譜の特色に彩られて完成していると評している。なお、「アポカリプスより」と同じく「怪歌」で披露され、のちに『寓話』に収録された「ホワイトブーケ」も Neuron によって制作された。
2024年12月25日には、YouTube上でミュージックビデオが公開された。ミュージックビデオのディレクターは reiya、制作マネージャーは THINKR の Kentaro Iwaki、プロデューサーは Hideyuki Negishi である。この映像はライブ『怪歌』の舞台でも、背景でも使われていた。
GLIM SPANKYの亀本寛貴は、「飛翔するmeme」とともに花譜の楽曲中で好きなものの一つだと語っている。

## Acoustic Ver.
『GSA』Acoustic Ver.は、『花譜 DATA COLLECTION BOOK』 (2024) の特典として封入されたデジタルコンテンツである。『花譜 DATA COLLECTION BOOK』は11月7日に宝島社から刊行された花譜初のムック本であり、ダウンロードカード「M∞カード」が封入された。『GSA』に収録されている各楽曲のアコースティックバージョンが再レコーディングされ、収録された。
以下の3曲が収録された。それぞれの楽曲の編曲とピアノは及川創介、ギターは伊藤翔磨、MIXは birdie house 齊藤裕也による。
| #         | タイトル                    | 作詞  | 作曲・編曲 | 時間  |
| --------- | --------------------------- | ----- | ---------- | ----- |
| 1.        | 「ゲシュタルト [Acoustic]」 |       |            | 03:17 |
| 2.        | 「スイマー [Acoustic]」     |       |            | 04:08 |
| 3.        | 「アポカリプス [Acoustic]」 |       |            | 03:56 |
| 合計時間: | 合計時間:                   | 11:21 |            |       |